# Ademcrisis
Ademcrisis is een gevoel van benauwdheid tijdens het dragen van een ademluchttoestel dat ontstaat gedurende de eerste 10 seconden van zware arbeid, door een verhoogd koolstofdioxidegehalte in het lichaam.
Men is geneigd om sneller te gaan ademhalen, wat dus juist de ademcrisis veroorzaakt.
Bij trainingen met adembescherming wordt hier veel aandacht aan geschonken.
Men kan de ademcrisis voorkomen door rustig in te ademen en bewust diep uit te ademen, waardoor een goede ventilatie wordt verkregen en er dus minder kooldioxide achterblijft in de longen.